# OStatus

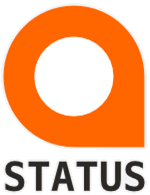
Logotipo OStatus

OStatus es un estándar abierto que permite la interacción entre usuarios de diferentes redes sociales. Dicho estándar está compuesto por un conjunto de protocolos abiertos, entre los cuales se encuentran: PubSubHubbub, ActivityStreams, Salmon, WebFinger, Atom o RSS y PortableContacts. Mediante la unión de los distintos protocolos mencionados, Ostatus, consigue ofrecer un servicio de distribución de redes sociales a tiempo real.

## Introducción y objetivos
En la era actual, el uso de las redes sociales está muy extendido. Sin embargo, las redes sociales más populares son redes cerradas que no se conectan entre sí. Este hecho supone que si un usuario de una red cualquiera desea conectarse con un usuario de otra red distinta, por lo general, tiene que crearse antes una cuenta nueva en la segunda red. Este inconveniente, se traduce en la existencia de unas pocas redes sociales muy grandes con una enorme cantidad de control sobre los datos personales y la privacidad de los usuarios.
Con el fin de tratar de menguar este problema y hacer de las redes sociales un lugar mucho más abierto se crea el estándar Ostatus.

## Protocolos que componen el estándar

### PubSubHubbub
El protocolo abierto PubSubHubbub, también conocido como PuSH, permite al suscriptor recibir, de manera automática, notificaciones casi instantáneas de las actualizaciones que se han realizado.

### ActivityStreams
El protocolo abierto ActivityStreams permite codificar los acontecimientos que no son expresamente actualizaciones de estado, tales como los seguidores, las repeticiones (más bien conocidas como "retweets") o los favoritos. 
En Ostatus, también se utiliza este estándar con el objetivo de realizar un seguimiento de seguidores y amigos con un mínimo de transferencia de datos.

### Salmon
El protocolo abierto Salmon ofrece un servicio de intercambio de mensajes "upstream" (cuya traducción literal al castellano sería "aguas arriba") entre suscriptores y editores.

### PortableContacts
El protocolo PortableContacts tiene como objetivo dar a los usuarios una forma segura de acceder a los libros de direcciones y a las listas de amigos que se hayan ido acumulando en toda la web.

### Atom o RSS
Los estándares Atom o RSS se utilizan en Ostatus con el objetivo de incluir información en las actualizaciones de estado, como, por ejemplo, la ubicación del usuario.

### WebFinger
El protocolo abierto WebFinger permite dar a los individuos identidades únicas a través de Internet que se parecen a las direcciones de correo electrónico. En Ostatus se utiliza este protocolo con el objetivo de descubrir personas en la red.

## Características destacables
- Los usuarios tienen una identificación única.
- El suscriptor puede recibir actualizaciones del editor muy poco después de su publicación.
- Una actualización puede ser dirigida a la atención de un destinatario en particular.
- Los usuarios tienen la posibilidad de añadir información de perfil, como el nombre, la ubicación, el apodo o el nombre de usuario, la biografía y URLs relacionadas.
- Una actualización puede ser una respuesta a otra actualización.
- Los usuarios pueden ser representados con una imagen.
- Una actualización puede ser una copia enviada o compartida de otra actualización.
- Cualquier persona puede marcar una actualización como favorita. Además puede también desmarcarla posteriormente.
- Una actualización puede representarse con texto sin formato en codificación UTF-8.
- Una actualización puede ser representada con HTML.
- Los suscriptores pueden suscribirse a un canal con múltiples autores.
- Una actualización puede estar relacionada con una ubicación.
- Una actualización puede incluir uno o más archivos adjuntos.

## Aplicaciones
Prácticamente cualquier software que genere RSS o Atom podría ser habilitado para Ostatus.
Entre los posibles candidatos para el uso de este estándar se encuentran las redes turísticas, los sistemas de invitación a eventos, los wikis, los sistemas para compartir fotos, los sitios sociales de noticias, los sitios sociales de música, los servidores de radio a pedido, las bitácoras web, los sistemas de control de versiones, y en general, todas las redes sociales.